# The Silence of the Clamps
The Silence of the Clamps (рус. «Молчание Клешней») — 18 эпизод 6 сезона мультсериала «Футурама».

## Содержание
Проникнув на виллу Донбота и занявшись сексом с одной из его дочерей — Беллой, Бендер становится свидетелем жестокой расправы Клешней над Калькулоном. Бендер даёт показания в суде против Донбота, но суд выносит оправдательное решение. Опасаясь мести со стороны мафии, Бендер вынужден покинуть Planet Express и скрывается по программе защиты свидетелей. Никто не знает, где он теперь живёт и кем работает. Донбот заставляет Клешни устроиться на вакантное место Бендера, сблизиться с Фраем, дабы через него выйти на Бендера и отомстить. Клешни успешно справляется с задачей, в Planet Express его умения ценят, только Зойдберг негодует, так как Клешни вместо Зойдберга может разрезать своими клешнями. Во время очередной доставки посылки на Луну команда замечает Бендера, облачённого в одежду фермера. Друзья следуют за ним, но робот, кажется, их не узнаёт и ведёт себя, как прирождённый фермер. Профессор обнаруживает, что Бендеру стёрли всю память о Земле. Команда улетает ни с чем, но Клешни, уверенный, что этот робот и есть Бендер, остаётся, чтобы убить его. В дело вмешивается Зойдберг, и в результате дуэли одерживает победу над Клешнями. Появляется кинутая Бендером Белла и убивает его. Команда возвращается на Землю выпить за Бендера в пиццерии, однако официантом оказывается сам Бендер.

## Персонажи
Список новых или периодически появляющихся персонажей сериала
- Донбот
- Клешни
- Джои «Мышиный коврик»
- Калькулон
- Робот-дьявол
- Си Рэндэл Попермэер
- Морбо
- Гипер-цыплёнок
- Робот-толстяк
- Робот-Гедонист

## Интересные факты
- Первоначальное название эпизода — «Bend on a Wire».
- Фрай смеётся над нелепым вымышленным именем лунного робота-фермера, представившегося как Билли Уэст. Билли Уэст — это актёр, озвучивающий Фрая, профессора Фарнсворта, Зойдберга и некоторых эпизодических героев сериала.